# Смиреновка
Смиреновка (укр. Смиренівка) — село,
Пришибский поселковый совет,
Михайловский район (Запорожская область),
Украина.
Код КОАТУУ — 2323355403. Население по переписи 2001 года составляло 182 человека.

## Географическое положение
Село Смиреновка находится на расстоянии в 0,5 км от сёл Розовка и Тракторное.
Рядом проходит железная дорога, станция Платформа 1180 км в 0,5 км.

## История
- 1923 год — дата основания.